# 南昌州
南昌州，中国古代的州。
隋朝末年林士弘以豫章郡建昌县设置南昌州，治所在建昌县（今江西省永修县西北），下辖建昌县、永修县（今江西省永修县艾城镇西四十里元里村）、龙安县（今江西省安义县万埠镇）。唐朝武德五年（622年）灭林士弘，设置南昌州总管府。武德七年（624年），废除总管府，增设新吴县（今江西省奉新县会埠镇官村）。武德八年（625年）废南昌州。 
南昌州刺史
- 王戎（622年—623年）